# Xã Twin Lakes, Quận Calhoun, Iowa
Xã Twin Lakes (tiếng Anh: Twin Lakes Township) là một xã thuộc quận Calhoun, tiểu bang Iowa, Hoa Kỳ. Năm 2010, dân số của xã này là 1.250 người.